# Acide kaïnique
L'acide kaïnique est un acide présent dans certaines algues. C'est un analogue du glutamate.
- Nom chimique :
  - monohydrate de l'acide (2-carboxy-4-isopropényl-3-pyrrolidinyl)-acétique
  - 2-carboxy-3-carboxyméthyl-4-isopropényl-pyrrolidine

## Usages
- anthelminthique
- recherche en neurosciences
  - agent neurodégénératif
  - étude de l'épilepsie[2]
  - étude de la maladie d'Alzheimer.